# Benoît Sauvageau
Benoît Sauvageau (né le 22 novembre 1963, décédé le 28 août 2006) est un homme politique québécois.

## Biographie
Né à Charlemagne, il obtient un baccalauréat et est professeur d'histoire avant de se lancer en politique. Lors de l'élection de 1993, à l'âge de 29 ans, il fait partie du premier groupe de députés du Bloc québécois à faire leur entrée à la Chambre des communes du Canada, étant élu dans la circonscription de Terrebonne avec l'une des plus grandes majorités du Québec. Il est réélu aux élections de 1997, 2000 et 2004 dans la circonscription de Repentigny. De 2003 à 2004, il est Whip adjoint du Bloc québécois. Lors de l'élection de 2006, Sauvageau est réélu avec plus de 62 % des voix dans sa circonscription, laissant loin derrière les candidats conservateur et libéral. En tant que vice-président du Comité permanent des comptes publics de la Chambre des communes, Sauvageau prônait la responsabilité fiscale; il défendait également les droits linguistiques des francophones en tant que membre du Comité permanent des langues officielles.
Benoît Sauvageau a perdu la vie le 28 août 2006 à l'âge de 42 ans dans un accident d'automobile, lorsque sans raison apparente sa voiture a percuté l'arrière d'une remorqueuse immobilisée sur le bord de la route dans la ville de Repentigny. Il était marié et père de 4 enfants. Lui et sa femme parlaient au téléphone alors que celui-ci circulait en voiture dans sa circonscription. C'est son épouse qui a appelé le 911, extrêmement inquiète après avoir entendu des bruits assourdissants au bout du fil. Après enquête, le coroner Pierre Belisle aurait définitivement écarté la thèse du suicide, concluant que le décès aurait été provoqué par une distraction fatale,.
Le fondateur du Bloc québécois, Lucien Bouchard, s'est dit « consterné », alors que le chef du Parti, Gilles Duceppe, soulignait que Benoît Sauvageau était un homme respecté « pas seulement dans le camp souverainiste, mais également parmi les adversaires, qui ont toujours reconnu son honnêteté et sa détermination et son sens du combat honnête ». De son côté, le Premier ministre Stephen Harper a rendu hommage au député de Repentigny par voie de communiqué: « Fier de ses racines francophones, M. Sauvageau aura été un parlementaire particulièrement engagé dans tous les dossiers qu'il a abordés, un député au service de ses commettants et un collègue particulièrement apprécié pour son intégrité et ses valeurs humaines ».
Les funérailles de Benoît Sauvageau ont lieu le 2 septembre à l'église Notre-Dame-des-Champs, à Repentigny. Plusieurs personnalités politiques y ont assisté incluant le premier ministre Stephen Harper (qui a dit être présent à titre de « père de famille ») ; le chef du Bloc québécois Gilles Duceppe; le chef du Parti québécois, André Boisclair; le chef du Parti libéral du Canada Stéphane Dion ; deux anciens premiers ministres québécois, Jacques Parizeau et Lucien Bouchard ; ainsi que presque tous les députés du Bloc québécois,.